# Heitor da Silva Costa

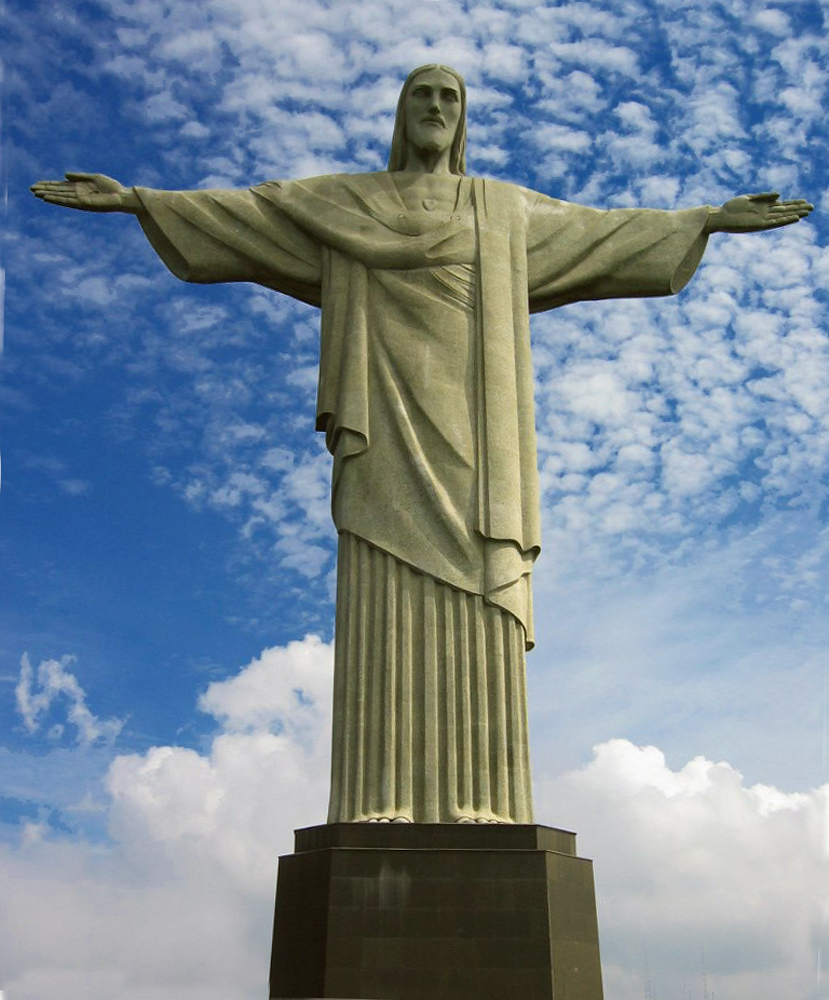
Der Cristo Redentor in Rio de Janeiro, das bekannteste Werk von Heitor da Silva Costa

Heitor da Silva Costa (* 25. Juli 1873; † 21. April 1947) war ein brasilianischer Bauingenieur.

## Leben
Heitor da Silva Costa, der Atheist war und sich nach Aussage seiner Urenkelin Maria Isabel Noronha später zum Christentum bekehrte, ging im Jahr 1924 als Preisträger aus dem drei Jahre zuvor auf Initiative der katholischen Kirche ausgeschriebenen Wettbewerb für die Errichtung der monumentalen Christus-Erlöser-Statue Monumento Cristo Redentor auf dem Corcovado in Rio de Janeiro hervor.
Anlass für den Wettbewerb war das 100-jährige Jubiläum der Unabhängigkeit Brasiliens (1822).
Das durch Spenden finanzierte Gemeinschaftswerk wurde ab 1926 nach dem Entwurf von 1924 von da Silva Costa verwirklicht, der den Bau des acht Meter hohen Sockels und des Gerüstes für die 30 Meter hohe Figur aus Stahlbeton beaufsichtigte. Die Gipsmodelle, nach denen der Kopf und die Hände in Beton kopiert wurden, schuf der französische Bildhauer Paul Landowski (1875–1961) in seiner Werkstatt in Boulogne-Billancourt bei Paris, die Verkleidung der Oberfläche mit einem Mosaik aus leicht formbarem Speckstein bewerkstelligte der Künstler Carlos Oswald.
Mit dem Cristo Redentor schuf da Silva Costa die größte Art-déco-Skulptur der Welt. Ihr Gewicht beträgt, Sockel inbegriffen, 1.145 Tonnen. Der Bau des Cristo Redentor auf dem 710 Meter hohen Corcovado sowie die Verkleidung stellten enorme technische Herausforderungen dar und nahmen fünf Jahre in Anspruch. Die Statue wurde am 12. Oktober 1931, dem Festtag der Schutzpatronin Brasiliens, Nossa Senhora da Conceição Aparecida, eingeweiht und steht seit 1973 unter Denkmalschutz.